# Artemis Fowl II
 For alternative betydninger, se Artemis Fowl. (Se også artikler, som begynder med Artemis Fowl)
Artemis Fowl II er hovedpersonen i den fiktive bogserie Artemis Fowl af den irske forfatter Eoin Colfer. Artemis Fowl er en 12-årig yderst intelligent dreng, der har en kriminel tankegang. Han har den fordel at hans unge alder tillader ham de stadige barnlige fantasier om magi, nisser og trolde, samtidig med at hans skarpe hjerne og intelligens er som en voksens. Altså kan han ved at kombinere disse to ting nå frem til opdagelser, som ingen anden har gjort. Ved at kombinere disse to ting fandt han frem til den indtil da hemmelige verden for menneskene, nemlig fe-verdenen. Han startede med at bruge sin nye opdagelse til at bortføre en fe – Holly Short – og derved med sin sædvanlige kriminelle hjerne kunne opkræve et ton guld for at få hende udleveret, samt at bevare hemmeligheden om feerne. Dette formår han, men alligevel udvikler Artemis sig til at blive et bedre og mere blidt menneske, efterhånden som han får venner nede i fe-verdenen, som udfolder sig under jorden. Især efter en episode senere i serien, hvor feerne hjælper ham med at redde hans far fra mafiaen, begynder det egentlige venskab og samarbejde. 
Hans familie har opbygget en stor formue, og han har optrådt på Forbes Fictional 15 tre gange, og var placeret som verdens tredjerigeste fiktive person i 2011 med en formue på omkring $13.500.000.000.

## Udseende
Artemis Fowl II er høj af sin alder, bleg, mager, søn af en rig (kriminel) familie og har mørkeblå øjne og kulsort hår. Han ser kun sådan ud, på grund af det timevise arbejde han foretager på computeren. 
I bogen Artemis Fowl: Den tabte koloni bytter Artemis Fowl II øje med Kaptajn Holly Short under en dimensions rejse. Han har derfor et brunt og et blåt og et brunt øje i de to sidste bøger

## Personlighed
Artemis er introduceret i den første bog i serien som en kold, beregnende og kynisk individ. Han besidder en tør, sarkastisk sans for humor og en skånselsløs, næsten psykopatisk karakter. Men han er meget bekymret over hans forsvundne far og hvor han befinder sig henne.
I Artemis Fowl: Det Arktiske Intermezzo, er han blevet en smule mindre egoistiske og går så langt som til at forene deres kræfter med Holly og N.I.S, at hjælpe dem med at nedkæmpe den skurkagtige Opal Koboi i bytte for dem at hjælpe ham i redningen af hans far fra den russiske mafia. 
I Artemis Fowl: Evighedskoden, er han endnu mindre hård og bryder sammen i gråd, da Domovoi Butler(Artemis' personlige bodyguard gennem hele livet) næsten er dræbt. I samme bog mister han hukommelsen, men alligevel føler han sig blød i den næste bog i serien, hvilket skyldes fe-verdenens positive virkning på hans fortrængte hukommelse. Han fortsætter så sin positive karakter, efter han får hukommelsen tilbage i de næste bøger. Han er dog stadig pengegrisk.
I Artemis Fowl: Opals Hævn, står han og Holly sammen mod et oprør af småtrolde (små væsner som spytter med ildkugler), når Opal tager hævn og prøver igen at ødelægge og herske over det Nedre Imperium.